# Ischnocampa celer
Ischnocampa celer là một loài bướm đêm thuộc phân họ Arctiinae, họ Erebidae.